# Забытое чудо
«Забытое чудо» — российский полнометражный приключенческий исторический анимационный фильм студии «Паровоз», созданный в честь 600-летия обретения Русской православной церковью мощей преподобного Сергия Радонежского. Фильм в широкий прокат вышел 16 июля 2022 года, а 19 августа 2022 года фильм вышел в онлайн-кинотеатрах «Okko» и «Ivi», а также на видеосервисе «Wink». Премьера на телеэкранах состоялась 8 октября 2022 года на телеканалах «Уникум» и «Спас».

## Сюжет
Одноклассники Дима, Настя и Гоша сбегают от экскурсионной группы в Свято-Троицкой Сергиевой Лавре и отправляются самостоятельно исследовать её в поисках больших сокровищ. В одной из башен монастыря дети случайно обнаруживают волшебный портал, который переносит их в прошлое. С этого момента их основная цель — вернуться домой. Чтобы это сделать, им придётся пройти сквозь «чудесный лес» XIV века времён монгольского ига. Помогать одноклассникам будет святой и чудотворец — преподобный Сергий Радонежский.

## Съемочная группа
| Режиссёр             | Андрей Колпин                                                                                     |
| Сценарий             | Евгений Головин, Мария Парфёнова, Олег Веселов                                                    |
| Продюсеры            | Татьяна Цыварева, Евгений Головин, Дарья Крохина, Антон Сметанкин, Марианна Галстухова-Сметанкина |
| Композиторы          | Сергей Боголюбский, Александр Биллион                                                             |
| Художник-постановщик | Алена Ромашкина                                                                                   |

## Роли озвучивали
| Актёр             | Роль                                                            |
| ----------------- | --------------------------------------------------------------- |
| Прохор Чеховской  | Дима Дружинин                                                   |
| Анна Хилькевич    | Настя Дружинина                                                 |
| Владимир Войтюк   | Гоша Ежов                                                       |
| Антон Савенков    | Сергий Радонежский / экскурсовод / Варфоломей в 16 лет / старец |
| Даниил Эльдаров   | Мистер Дарвин / Дмитрий Донской / первый стражник / бедняк      |
| Диомид Виноградов | Борчи / Данзан / Заургадай / отец                               |
| Степан Деревянкин | Андрейка                                                        |
| Сергей Сергеев    | Гена Мышкин                                                     |
| Светлана Новикова | Инна Сергеевна                                                  |
| Фёдор Парамонов   | Варфоломей                                                      |
| Иван Литвинов     | богач                                                           |
| Степан Середа     | Константин                                                      |
| Иван Забелин      | первый князь / Пересвет                                         |
| Иван Калинин      | Ослябя                                                          |
| Владислав Панов   | второй стражник                                                 |
| Дмитрий Филимонов | монах                                                           |
| Алина Серякова    | китайский гид                                                   |

## Саундтрек
- Забытое чудо (Музыка — Сергей Боголюбский. Слова – Мария Парфёнова. Исполняют — Прохор Чеховской и Анфиса Вистингаузен)